# Los Angeles Kings

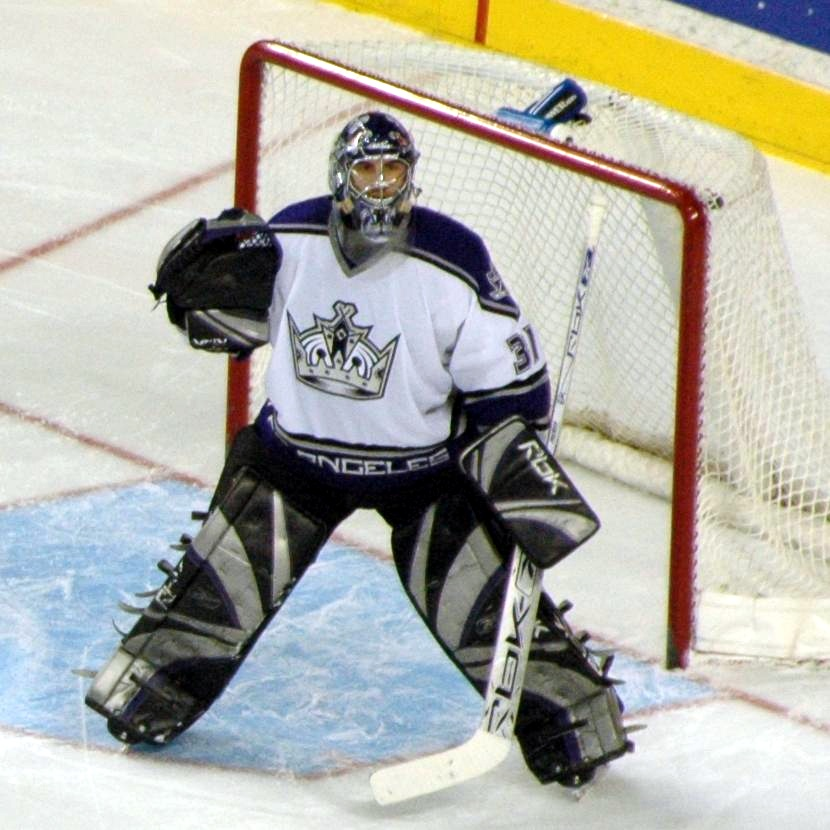
Goalie Garon (2005-2007) van de Kings

De Los Angeles Kings is een ijshockeyteam uit de National Hockey League. De franchise is actief sinds 1967 en speelt in de Crypto.com Arena in Los Angeles, Californië. De L.A. Kings spelen in de Pacific Division van de Western Conference.

## Geschiedenis

### Vroege geschiedenis
Los Angeles was al een paar jaar een thuishaven van verschillende kleinere ijshockeyclubjes, maar het ontbrak de stad aan een goed en groot stadion. Als gevolg daarvan waren er ook geen teams uit L.A. actief in de NHL. Pas in 1967, toen de NHL flink uitbreidde met het toevoegen van zes teams, kreeg Californië twee teams toegewezen. Er werd besloten om één team in de Baai van San Francisco te plaatsen, de Oakland Seals en één team in L.A., de Los Angeles Kings. Als speelstadion werd gekozen voor het pas gebouwde The Forum, waar ook de Los Angeles Lakers en de Los Angeles Clippers in gingen spelen. De Kings deelden in die tijd niet alleen het stadion, maar ook de clubkleuren (blauw-goud). In het eerste seizoen haalden de Kings gelijk de Stanley Cupplay-offs, maar ze overleefden de eerste ronde niet. Ook het seizoen daarna werden de play-offs gehaald, maar toen stagneerde het succes van de Kings dankzij een bestuurstactiek die geen vruchten afwierp: veel eerste ronde draftpicks werden geruild voor een sterspeler op zijn retour, waardoor het team niet kon groeien, aangezien die sterspeler binnen drie jaar met pensioen ging. In 1972 werd Bob Pulford gehaald als hoofdcoach en in twee jaar had hij de Kings weer terug op de rails. Tot 1982 kwalificeerde het team zich ieder jaar voor de play-offs, maar verder dan de tweede ronde kwam het nooit.

### Wayne Gretzky
In 1982 ontmoette het team in de eerste ronde de Edmonton Oilers onder leiding van de nog jonge, maar toen al zeer dominante Wayne Gretzky. In de derde wedstrijd, de eerste thuiswedstrijd dus voor de Kings, stonden de Oilers met 5-0 voor in de laatste periode. Iedereen dacht dat de wedstrijd al beslist was, maar de Kings kwamen terug tot 5-5 en wonnen in de verlenging de wedstrijd. In vijf wedstrijden werd Edmonton uitgeschakeld en ging het team uit L.A. door in de play-offs, zonder veel resultaat. De twee jaar daarna plaatste het team zich niet en tot 1989 had het team simpelweg geen kans op een Stanley Cup, want de Oilers en Gretzky wonnen alles in die tijd. 

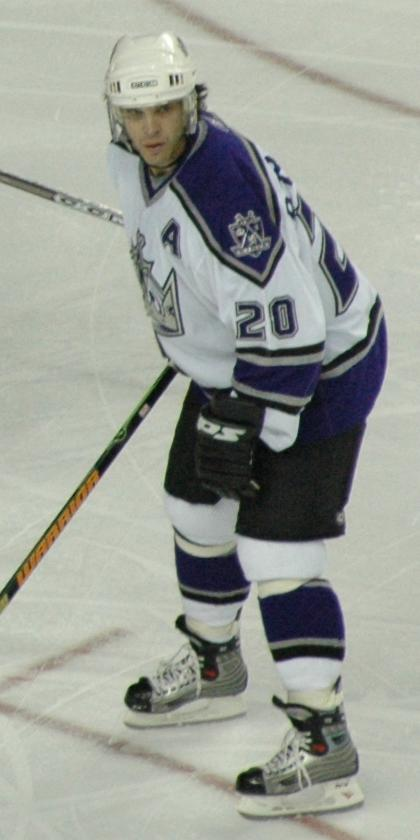
Luc Robitaille

 Het bestuur van de Kings zocht een oplossing voor de impasse en deden eigenlijk het onmogelijke: de ruil die voortaan bekend zou zijn als "The Trade": Gretzky zelf werd gehaald. In het eerste jaar in L.A. won The Great One zijn negende Hart Trophy en versloeg ironisch genoeg de Oilers in de eerste ronde om in de tweede ronde te verliezen van de latere kampioen Calgary Flames. Nog ironischer was het jaar daarna: De Kings werden in de tweede ronde uitgeschakeld door de Oilers, die dat seizoen de enige Stanley Cup wonnen zonder Gretzky. In 1993 kreeg Los Angeles een klap te verwerken, want Gretzky kon de eerste veertig wedstrijden niet spelen vanwege een rughernia. Luc Robitaille nam het team op sleeptouw als de nieuwe aanvoerder, hij haalde dat jaar 125 punten, de meeste punten ooit gescoord door een Left Winger. De Kings haalden dat seizoen, ook dankzij Gretzky's oude ploegmaat Jari Kurri en Rob Blake, moeiteloos de play-offs en scoorden 33 keer in de eerste ronde tegen de Flames. In de tweede ronde werden de Canucks opzijgezet om in de Conference Finale de Toronto Maple Leafs te treffen. De zesde wedstrijd, Toronto leidde met 3-2, eindigde in een 4-4 gelijkspel, zodat de verlenging moest uitmaken wie de wedstrijd zou winnen. Toronto had dus nog maar één doelpunt nodig om de Kings te verslaan, maar Gretzky scoorde de golden goal. De beslissende zevende wedstrijd in Toronto werd ook beslist door Wayne The Great One, hij maakte een hattrick, waarna de Kings zich met 5-4 plaatsten voor de Stanley Cupfinale. Die werd echter kansloos verloren van de Montreal Canadiens.

### Staples Center
Gretzky werd in 1996 geruild naar de St. Louis Blues. Het was een soort wanhoopsruil, want Gretzky was al snel transfervrij, free agent en er kwamen een paar middelmatige spelers van de Blues voor terug. Tot 1999 stelde het team teleur en veel coaches werden ontslagen. In dat jaar werden een paar goede spelers gehaald, onder andere Zigmund Palffy, Jozef Stumpel, Glen Murray en talent Olli Jokinen, bleven Blake en Robitaille en ging het team in een nieuw stadion spelen, het Staples Center (sinds 2021 Crypto.com Arena). Alle ingrediënten waren aanwezig voor een Stanley Cup, maar de Kings verloren kansloos in de eerste ronde van de Detroit Red Wings. In 2001 moesten de Kings weer tegen de Red Wings en stond al snel met 2-0 voor. In de vierde wedstrijd stonden de Red Wings met 3-0 voor in de derde periode, maar de Kings kwamen terug zoals ze dat deden tegen de Maple Leafs in 1993 en in de verlenging pakte Adam Deadmarsh (die was geruild met de Colorado Avalanche voor Blake) de puck af van Chris Chelios, waarna de golden goal viel. De Kings wonnen de serie, voor het eerst sinds 1993, maar moesten in de tweede ronde spelen tegen de Avalanche. In de beslissende zevende wedstrijd werd verloren van het team dat later ook de Stanley Cup zou winnen. Het jaar daarna verloor het team in de eerste ronde van de Avalanche. Pas in 2010 werden de play-offs weer gehaald, maar verloren de Kings in de eerste ronde van de Vancouver Canucks. In 2011 ging het wederom in de eerste ronde fout, ditmaal was San Jose in 6 wedstrijden te sterk. Ongelukkigerwijs werden maar liefst 3 wedstrijden na verlengingen verloren.

### Succesjaren 2012 t/m 2014
In 2012 haalden de Kings opnieuw de play-offs, deze keer met meer succes: het team won voor het eerst de Stanley Cup en brak verschillende records in de NHL, waaronder de meest gewonnen uitwedstrijden op een rij in de play-offs. Ook was het het eerste team in de historie van de NHL dat als nummer acht geplaatst was voor de play-offs en een Stanley Cup won. Er werden enkel vier wedstrijden verloren tijdens de gehele play-offs, op de Edmonton Oilers van 1988 na, het beste resultaat ooit sinds de invoering van een best of 7 serie voor de gehele play-offs. Goalie Jonathan Quick werd uitgeroepen tot most valuable player en verdiende daarmee de Conn Smythe Trophy. Anze Kopitar was samen met Dustin Brown topscorer in de play-offs. Het jaar nadien werd wederom de finale van het Westen behaald maar bleken de Chicago Blackhawks te sterk. In 2014 wonnen de Kings opnieuw de Stanley Cup. Hiervoor hadden ze maar liefst 26 wedstrijden nodig, een 'record' in de NHL. In de eerste drie series (San Jose, Anaheim Ducks en Chicago Blackhawks) was een beslissende zevende wedstrijd nodig. Uniek was dat al deze beslissende wedstrijden een uitwedstrijd betrof en de Kings tegen San Jose op een nagenoeg onoverbrugbare 3-0 achterstand waren gekomen. Vervolgens werden de resterende vier wedstrijden gewonnen met een doelsaldo van 18 tegen 5. De Kings waren het vierde NHL team ooit die dit klaarspeelden en tezamen met de Toronto Maple Leafs, in 1942, de enige uiteindelijke winnaar. In de Stanley Cup finale werden de New York Rangers in vijf wedstrijden door de Kings aan de kant geschoven.

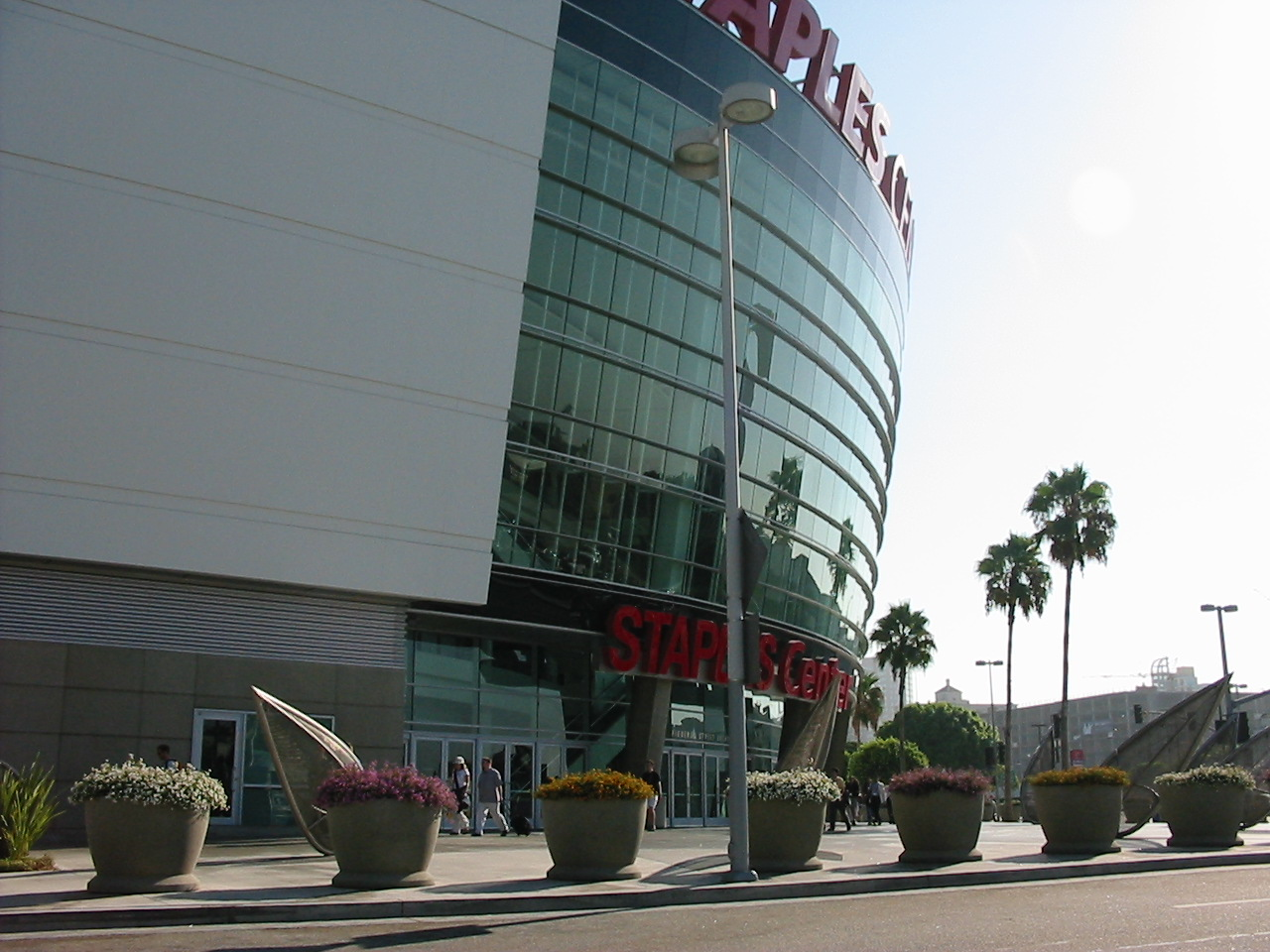
Staples Center

## Prijzen
- Stanley Cup - 2012, 2014
- Clarence S. Campbell Bowl - 1993, 2012, 2014

## Play-off optreden
- 2018 - Lopende seizoen nog bezig
- 2017 - Play-offs niet gehaald
- 2016 - Kwartfinale Westen (San Jose Sharks)
- 2015 - Play-offs niet gehaald
- 2014 - Stanley Cup Winnaar (New York Rangers)
- 2013 - Finale Westen (Chicago Blackhawks)
- 2012 - Stanley Cup Winnaar (New Jersey Devils)
- 2011 - Kwartfinale Westen (San Jose Sharks)
- 2010 - Kwartfinale Westen (Vancouver Canucks)
- 2009 - Play-offs niet gehaald
- 2008 - Play-offs niet gehaald
- 2007 - Play-offs niet gehaald
- 2006 - Play-offs niet gehaald
- 2004 - Play-offs niet gehaald
- 2003 - Play-offs niet gehaald
- 2002 - Kwartfinale Westen (Colorado Avalanche)
- 2001 - Halve Finale Westen (Colorado Avalanche)
- 2000 - Kwartfinale Westen (Detroit Red Wings)
- 1999 - Play-offs niet gehaald
- 1998 - Kwartfinale Westen (St. Louis Blues)
- 1997 - Play-offs niet gehaald
- 1996 - Play-offs niet gehaald
- 1995 - Play-offs niet gehaald
- 1994 - Play-offs niet gehaald
- 1993 - Stanley Cup Finale (Montreal Canadiens)
- 1992 - Halve Finale Divisie (Edmonton Oilers)
- 1991 - Finale Divisie (Edmonton Oilers)
- 1990 - Finale Divisie (Edmonton Oilers)
- 1989 - Finale Divisie (Calgary Flames)

## Spelers

### Huidige selectie
Bijgewerkt tot 16 oktober 2021 
| #  | Naam                 | Nationaliteit    | Pos. |
| -- | -------------------- | ---------------- | ---- |
| 28 | Jaret Anderson-Dolan | Canada           | C    |
| 17 | Lias Andersson       | Zweden           | C    |
| 33 | Viktor Arvidsson     | Zweden           | LW   |
| 22 | Andreas Athanasiou   | Canada           | C    |
| 23 | Dustin Brown         | Verenigde Staten | RW   |
| 24 | Phillip Danault      | Canada           | C    |
| 91 | Carl Grundstrom      | Zweden           | RW   |
| 19 | Alex Iafallo         | Verenigde Staten | LW   |
| 34 | Arthur Kaliyev       | Oezbekistan      | RW   |
| 9  | Adrian Kempe         | Zweden           | C    |
| 11 | Anze Kopitar         | Slovenië         | C    |
| 89 | Rasmus Kupari        | Finland          | C    |
| 48 | Brendan Lemieux      | Verenigde Staten | LW   |
| 46 | Blake Lizotte        | Verenigde Staten | C    |
| 12 | Trevor Moore         | Verenigde Staten | C    |
| 21 | Vladimir Tkachev     | Rusland          | LW   |
| 13 | Gabriel Vilardi      | Canada           | C    |
| 27 | Austin Wagner        | Canada           | LW   |
| 44 | Mikey Anderson       | Verenigde Staten | D    |
| 7  | Tobias Bjornfot      | Zweden           | D    |
| 8  | Drew Doughty         | Canada           | D    |
| 2  | Alexander Edler      | Zweden           | D    |
| 6  | Olli Maatta          | Finland          | D    |
| 3  | Matt Roy             | Verenigde Staten | D    |
| 26 | Sean Walker          | Canada           | D    |
| 86 | Christian Wolanin    | Canada           | D    |
| 40 | Calvin Petersen      | Verenigde Staten | GK   |
| 32 | Jonathan Quick       | Verenigde Staten | GK   |

### Bekende ex-spelers

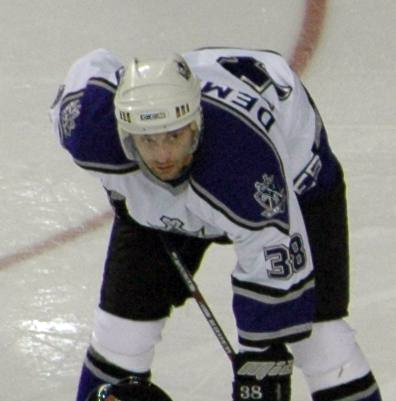
Pavol Demitra

- Wayne Gretzky
- Luc Robitaille
- Rob Blake
- Zigmund Palffy
- Jari Kurri
- Pavol Demitra
- Marcel Dionne
- Rogie Vachon
- Dave Taylor
- Bernie Nicholls
- Charlie Simmer
- Marian Gaborik
- Justin 'Mr. Game 7' Williams

### Teruggetrokken nummers
- 4  -  Rob Blake
- 16 - Marcel Dionne (1975-1987)
- 18 - Dave Taylor (1977-1994)
- 20 - Luc Robitaille (1986-1994, 1997-2001 en 2003-2006)
- 30 - Rogie Vachon (1972-1978)
- 99 - Wayne Gretzky (1988-1996, verboden te dragen in de gehele NHL)